# Jean Murat (acteur)
Pour les articles homonymes, voir Jean Murat et Murat.
Jean Murat est un acteur français né le 13 juillet 1888 à Périgueux et mort le 4 janvier 1968 à Aix-en-Provence.

## Biographie

### Jeunesse
Jean Robert Édouard Murat naît le 13 juillet 1888 à Périgueux (Dordogne) de Georges Jean Murat, négociant, et Anne Mathilde Morrison-Lacombe. Après des études à Périgueux, Rennes, puis en Indochine, s'engage dans l'armée pendant cinq ans avant de devenir journaliste. Il séjourne en tant que correspondant à Londres en 1912 puis à Berlin en 1913 pour un quotidien français.
Mobilisé pendant la Première Guerre mondiale, Jean Murat sert dans l'infanterie et est blessé par éclat d'obus à la main en septembre 1914. Versé dans l'artillerie lourde en décembre 1915, il passe dans l'aviation en septembre 1916. Breveté pilote et nommé caporal en 1917, il sert dans une escadrille de bombardement. Il passe dans le train des équipages militaires pour inaptitude au pilotage en juin 1918 et est démobilisé en mars 1919,.

### Carrière
Il commence sa carrière au cinéma, un peu par hasard, dans le rôle du « beau militaire », emploi qui le poursuivra une bonne partie de sa carrière.
Jean Murat joue aussi des rôles antipathiques pendant la période du cinéma muet comme dans La Galerie des monstres de Jaque-Catelain en 1924 et Carmen de Jacques Feyder en 1926. Le cinéma parlant lui permet de faire découvrir au public sa belle voix grave.
Archétype du séducteur sportif, du militaire et de l'homme d'honneur, il remporte un vif succès grâce à sa prestation dans le film La nuit est à nous de Roger Lion en 1929.
À partir des années 1940, Jean Murat se fait un peu âgé pour des rôles de jeune premier, et il interprète alors essentiellement des seconds rôles.
Ses films les plus marquants sont La Kermesse héroïque de Jacques Feyder, Si Versailles m'était conté… de Sacha Guitry (où il interprète Louvois), Les Grandes Familles de Denys de La Patellière et Les Misérables de Jean-Paul Le Chanois.

### Mort
Jean Murat meurt le 4 janvier 1968 à Aix-en-Provence (Bouches-du-Rhône), à l'âge de 79 ans, et est inhumé au cimetière Saint-Pierre.

### Vie privée
Jean Murat épouse le 4 octobre 1934 à la mairie de Saint-Cloud l'actrice Suzanne Charpentier dite Annabella (1907-1996),. Le couple divorce le 23 décembre 1938.

## Filmographie

### Période muette
- 1918 : Mothers of Men d'Edward José
- 1920 : Expiation de Fred Niblo
- 1922 : L'Autre Aile d'Henri Andréani
- 1922 : La Sirène de pierre de Roger Lion et Virginia de Castro
- 1923 : Les Yeux de l'âme de Roger Lion
- 1924 : Souvent femme varie de Jean Legrand
- 1924 : La Fontaine des amours de Roger Lion
- 1924 : La Galerie des monstres de Jaque-Catelain : Sveti
- 1924 : Nostalgie de Gennaro Righelli
- 1925 : Le Stigmate de Louis Feuillade : Lewis Johnson
- 1925 : Les Fiançailles rouges de Roger Lion
- 1925 : Le Roi de la pédale de Maurice Champreux
- 1926 : Carmen de Jacques Feyder : le lieutenant
- 1926 : La Proie du vent de René Clair : le mari
- 1927 : Le Duel de Jacques de Baroncelli
- 1927 : L'Amant de cœur (Der Anwalt des Herzens) de William Thiele
- 1927 : Valencia de Jaap Speyer
- 1928 : L'Équipage de Maurice Tourneur
- 1928 : L'Eau du Nil de Marcel Vandal : Pierre Levannier
- 1928 : Flucht aus der Hölle de Georg Asagaroff (en)
- 1928 : Le Looping de la mort d'Arthur Robison
- 1928 : La Grande Épreuve d'Alexandre Ryder
- 1929 : L'As de pique de Rudolph Meinert
- 1929 : L'Évadée d'Henri Ménessier
- 1929 : Nuit d'angoisse (Masken) de Rudolph Meinert
- 1929 : Broadcasting d'André Berthomieu (inachevé)
- 1929 : La Divine Croisière de Julien Duvivier
- 1929 : Vénus de Louis Mercanton
- 1929 : La nuit est à nous d'Henry Roussell et Carl Froelich : Henry Brécourt

### Années 1930
- 1930 : La Femme d'une nuit de Marcel L'Herbier : Jean d'Armont
- 1930 : La Folle Aventure d'André-Paul Antoine et Carl Froelich
- 1930 : 77, rue Chalgrin d'Albert de Courville : le baron de Clèves
- 1930 : Barcarolle d'amour d'Henry Roussell
- 1931 : Un trou dans le mur de René Barberis
- 1931 : Dactylo de Wilhelm Thiele : Paul Derval
- 1931 : IF1 ne répond plus de Karl Hartl : Droste
- 1931 : Le Capitaine Craddock d'Hanns Schwarz et Max de Vaucorbeil : le capitaine Craddock
- 1931 : Paris-Méditerranée de Joe May
- 1932 : Le Dernier Choc de Jacques de Baroncelli : capitaine Colbec
- 1932 : Le Vainqueur d'Hans Hinrich
- 1932 : Mademoiselle Josette, ma femme d'André Berthomieu : André Ternay
- 1932 : Stupéfiants de Kurt Gerron : Henri Werner
- 1933 : L'Homme à l'Hispano de Jean Epstein :
- 1933 : La Châtelaine du Liban de Jean Epstein : le capitaine Domèvre
- 1933 : Toi que j'adore de Géza von Bolváry
- 1933 : Un certain M. Grant de Gerhardt Lebon
- 1934 : La dactylo se marie de René Pujol et Joe May : Paul Derval
- 1934 : Le Secret des Woronzeff d'Arthur Robison
- 1935 : L'Équipage d'Anatole Litvak : le capitaine Thélis
- 1935 : Deuxième Bureau de Pierre Billon
- 1935 : La Kermesse héroïque de Jacques Feyder : le duc d'Olivarès
- 1935 : La Sonnette d'alarme de Christian-Jaque
- 1936 : Anne-Marie de Raymond Bernard : « le penseur »
- 1936 : L'Homme à abattre de Léon Mathot : le capitaine Benoît
- 1936 : La Guerre des gosses de Jacques Daroy : Jean Delcourt
- 1936 : Les Mutinés de l'Elseneur de Pierre Chenal
- 1937 : Aloha, le chant des îles de Léon Mathot : le capitaine Guy Rungis
- 1937 : Troïka sur la piste blanche de Jean Dréville
- 1938 : Nuits de princes de Vladimir Strijevski : Forestier
- 1938 : J'étais une aventurière de Raymond Bernard : Pierre Glorin
- 1939 : Le Capitaine Benoît de Maurice Cammage : le capitaine Benoît
- 1939 : Le Père Lebonnard de Jean de Limur

### Années 1940
- 1941 : Les Hommes sans peur d'Yvan Noé
- 1941 : Mademoiselle Swing de Richard Pottier : Armand de Vinci
- 1941 : Six Petites Filles en blanc d'Yvan Noé : Serge Charan
- 1942 : La Chèvre d'or de René Barberis
- 1942 : La Femme perdue de Jean Choux : Jean Dubart
- 1943 : L'Éternel Retour de Jean Delannoy : Marc
- 1945 : Christine se marie de René Le Hénaff
- 1947 : Chemins sans loi de Guillaume Radot : Florent Lemercier
- 1947 : Bethsabée de Léonide Moguy : le colonel
- 1948 : Bagarres d'Henri Calef : Baptiste

### Années 1950
- 1950 : Les Aventuriers de l'air de René Jayet : Portal
- 1950 : Sur la Riviera (On the Riviera) de Walter Lang : Felix Periton
- 1951 : Riche, jeune et jolie (Rich, Young and Pretty) de Norman Taurog : Henri Milan
- 1953 : Alerte au Sud de Jean Devaivre : le colonel
- 1953 : La nuit est à nous de Jean Stelli
- 1953 : Le Grand Pavois de Jack Pinoteau : le commandant Jabert
- 1953 : Le Guérisseur d'Yves Ciampi : le professeur Chataignier
- 1953 : Si Versailles m'était conté… de Sacha Guitry : Louvois
- 1954 : Huis clos de Jacqueline Audry : le mari d'Estelle
- 1954 : Opération Tonnerre de Gérard Sandoz
- 1955 : Les Révoltés (Il mantello rosso) de Giuseppe Maria Scotese
- 1955 : L'Amant de Lady Chatterley de Marc Allégret : Baron Leslie Winter
- 1957 : Trois de la marine de Maurice de Canonge : le chef des services secrets
- 1957 : Ces dames préfèrent le mambo de Bernard Borderie : Henry Legrand
- 1957 : Le Renard de Paris (Der Fuchs von Paris) de Paul May
- 1957 : Paris clandestin de Walter Kapps : M. Durand-Latour
- 1958 : Les Misérables, film en deux époques de Jean-Paul Le Chanois : le colonel baron Georges Pontmercy
- 1958 : À Paris tous les deux (Paris Holiday) de Gerd Oswald : le juge
- 1958 : Résurrection (Auferstehung) de Rolf Hansen : le président de la Cour
- 1958 : Les Grandes Familles de Denys de La Patellière : le général Robert de La Monnerie
- 1959 : Le vent se lève d'Yves Ciampi : Giraud

### Années 1960
- 1960 : Les Plaisirs du samedi soir (I piaceri del sabato notte) de Daniele D'Anza : le général Masetti
- 1960 : C'est arrivé à Athènes (It Happened in Athens) d'Andrew Marton : Pierre de Coubertin
- 1961 : Les Sept Péchés capitaux, film à sketches, épisode L'Envie d'Édouard Molinaro : Monsieur Duchemin
- 1964 : Le Pont des Soupirs (Il ponte del sospiri) de Piero Pierotti